# Gabriel Kling (präst)
Gabriel Kling, född 3 maj 1651 i Norrköping, död 17 januari 1728 i Vikingstads församling, Östergötlands län, var en svensk präst och översättare av Psaltaren.

## Biografi
Gabriel Kling föddes 1651 i Norrköping. Han var son till guldsmeden Måns Kling och Catharina Mattsdotter. Kling blev 1674 student vid Uppsala universitet där han till 1679 var musikstipendiat under rectores cantus Carolus Petri Wallinus och Harald Vallerius. Kllng prästvigdes 11 juli 1682. Han blev 1682 amiralitetspredikant i Karlskrona amiralitetsförsamling och 7 oktober 1684 kyrkoherde i Vikingstads församling, tillträdde 1685. Kling var från 28 juni 1706 till 2 september 1724 kontraktsprost i Vifolka och Valkebo kontrakt. Han avled 1728 i Vikingstads församling.
Kling var musiker vid Karl XI:s kröning 1675  i Uppsala domkyrka.  Han har översatt psaltaren till svensk vers med tillfogade koralmelodier, nu i Linköpings stftsbibliotek. Han var predikant vid prästmötet 1692.

## Familj
Kling gifte sig 12 juli 1685 med Catharina Rymonius. Hon  var dotter till kyrkoherden Ericus Rymonius i Vikingstads församling. Catharina Rymonius hade tidigare varit gift med kyrkoherden Nicolaus Follingius i Vikingstads församling. Kling och Rymonius fick tillsammans barnen rådmannen Magnus Kling (1686–1746) i Göteborg, kompaniskrivaren Gabriel Kling (1688–1741) i Kalmar, kyrkoherden Daniel Kling (född 1690) i Vikingstads församling, föraren Hans Kling (1692–1718) vid Östgöta infanteriregemente, Chatarina Kling (1695–1733) som var gift med kvartermästaren Carl Oxelgren, Beata Kling (1700–1749) och Anna Christina Kling (1706–1728) som var gift med länsmannen Peter Hultenberg.